# 宗氏
宗氏是日本古代支配對馬國的守護、戰國大名。宗氏是惟宗氏的支族，但自室町时代中期左右开始自称桓武平氏、平知盛之后。在日本與朝鮮貿易史上曾扮演過重要角色。

## 歷史
宗氏的第一代當主宗重尚，原為對馬國的在廳官人。1246年，因征討叛亂的阿比留親元而發跡。宗氏消滅了當地最大的勢力阿比留氏，控制了整個對馬國。1274年，元朝聯合高麗入侵日本，當主宗助國在抵禦元軍的時候陣亡。這使宗氏在元軍撤退之後國內影響力大增。
南北朝時代，宗盛國表示承認室町幕府對對馬國的支配權，並接受少貳氏授予的守護代身份。後來少貳氏被解除守護一職，幕府設立鎮西探題，並由今川氏出任對馬守護。今川氏被解職之後，宗澄茂由守護代升格為守護。
到了日本戰國時代，因倭寇的騷擾，朝鮮王朝託以「清剿倭寇」名，於1419年遣將軍李從茂出兵對馬。宗氏向朝鮮求和，朝鮮旋即退兵。此後雙方貿易一度中斷，直到1443年，宗貞盛與朝鮮簽訂協約，成為朝鮮的「外藩」，並向其進貢。朝鮮給與了宗氏貿易權，宗氏在對朝鮮貿易中有了很高的權威，幾乎壟斷了所有對朝鮮的貿易。而因為對馬國山地多耕地少的緣故，該地區的主要收入亦是來源於對朝鮮的貿易。
在此期間，宗氏幾度出兵九州，但因為毛利氏、島津氏、大友氏和龍造寺氏的阻礙未能成功。豐臣秀吉出兵九州島時，宗氏臣服于豐臣秀吉。萬曆朝鮮戰爭期間，宗義智追隨小西行長，參與攻打釜山、漢城、平壤的戰鬥。戰後隨小西行長參與了與明朝、朝鮮的議和。
關原之戰中，宗氏支持豐臣氏的西軍。江戶幕府成立後，以對馬國地設立對馬府中藩，宗氏成為外樣大名。後來，宗氏盡力恢復與朝鮮外交關係的舉措得到幕府的認可，接受了十萬石的國主格俸祿，特許每三年至江戶一次進行參勤交代。
德川幕府頒布鎖國令之後，經幕府許可，宗氏依然與朝鮮貿易。對馬藩與薩摩藩（與琉球貿易）、松前藩（與蝦夷貿易），成為當時日本僅有的三個能夠通過對外貿易獲得利益的藩。
明治維新後，對馬府中藩被廢除。宗氏當主被明治天皇冊封為伯爵，列居華族。

## 歷代當主
1. 重尚
2. 資國
3. 盛明
4. 盛國
5. 經茂
6. 澄茂
7. 賴茂
8. 貞茂
9. 貞盛
10. 成職
11. 貞國
12. 材盛
13. 義盛
14. 盛長
15. 將盛
16. 晴康
17. 義調
18. 茂尚
19. 義純
20. 義智
21. 義成
22. 義真
23. 義倫
24. 義方
25. 義誠
26. 方熙
27. 義如
28. 義蕃
29. 義暢
30. 義功（豬三郎）
31. 義功（富壽）
32. 義質
33. 義章
34. 義和
35. 義達（重正）
36. 重望
37. 武志
38. 立人

## 系譜圖
```
※
宗義智
以前的系譜眾說紛紜
```

```
　　　　　　 ┣━━━┓
　　　　 　 
重尚
　　
助國

　　　　　　　　　　 ┃
　　　　　　　　　　
盛明

　　　　　　　　　　 ┃
　　　　　　　　　　
盛國

　　　　　　　　　　 ┃
　　　　　　　　　　
經茂

　　　　　　　　　　 ┃
　　　　　　　　　　
賴茂

　　　　　　　　　　 ┃
　　　　　　　　　　
貞茂

　　　　　　　　　　 ┣━━━┳━━━┓
　　　　　　　　　　
貞盛
　　
盛國
　　
盛世

　　　　　　　　　　 ┃　　　┣━━━┓
　　　　　　　　　　
成職
　　
盛俊
　　
貞國

　　　　　　　　　　　　　　 ┃　　　┣━━━━━━━┓
　　　　　　　　　　　　　　
晴康
　　
材盛
　　　　　　右馬
　　　　　　　　　　　　　　 ┃　　　┣━━━┓　　　┃
　　　　　　　　　　　　　　
義調
　　
義盛
　　
盛家
　　
盛弘

　　　　　　　　　　　　　　　　　　　　　　 ┃　　　┃
　　　　　　　　　　　　　　　　　　　　　　
盛長
　　
將盛

　　　　　　　　　　　　　　　　　　　　　　　　　　 ┣━━━┳━━━┓
　　　　　　　　　　　　　　　　　　　　　　　　　　
茂尚
　　
義純
　　
義智

　　　　　　　　　　　　　　　　　　　　　　　　　　　　　　　　　　 ┃
　　　　　　　　　　　　　　　　　　　　　　　　　　　　　　　　　　
義成

　　　　　　　　　　　　　　　　　　　　　　　　　　　　　　　　　　 ┃
　　　　　　　　　　　　　　　　　　　　　　　　　　　　　　　　　　
義真

　　　　　　　　　　　　　　　　　　　　　　　　　　 ┏━━━┳━━━╋━━━┓
　　　　　　　　　　　　　　　　　　　　　　　　　　
義倫
　　
義方
　　
義誠
　　
方熙

　　　　　　　　　　　　　　　　　　　　　　　　　　　　　　　　　　 ┣━━━┓
　　　　　　　　　　　　　　　　　　　　　　　　　　　　　　　　　　
義如
　　
義蕃

　　　　　　　　　　　　　　　　　　　　　　　　　　　　　　　　　　 ┃
　　　　　　　　　　　　　　　　　　　　　　　　　　　　　　　　　　
義暢

　　　　　　　　　　　　　　　　　　　　　　　　　　　　　　　　　　 ┣━━━┓
　　　　　　　　　　　　　　　　　　　　　　　　　　　　　　　　　　
義功
　　
義功

　　　　　　　　　　　　　　　　　　　　　　　　　　　　　　　　　　　　　　 ┃
　　　　　　　　　　　　　　　　　　　　　　　　　　　　　　　　　　　　　　
義質

　　　　　　　　　　　　　　　　　　　　　　　　　　　　　　　　　　　　　　 ┣━━━┓
　　　　　　　　　　　　　　　　　　　　　　　　　　　　　　　　　　　　　　
義章
　　
義和

　　　　　　　　　　　　　　　　　　　　　　　　　　　　　　　　　　　　　　　　　　 ┣━━━┓
　　　　　　　　　　　　　　　　　　　　　　　　　　　　　　　　　　　　　　　　　　
義達
　
黑田和志

　　　　　　　　　　　　　　　　　　　　　　　　　　　　　　　　　　　　　　　　　　 ┃　　　┃
　　　　　　　　　　　　　　　　　　　　　　　　　　　　　　　　　　　　　　　　　　
重望
　　
武志
```

## 重要家臣
- 柳川調信
- 雨森芳洲
- 陶山訥庵